# Мандви, Аасиф
Аа́сиф Хаки́м Мандвива́ла (англ. Aasif Hakim Mandviwala; род. 5 марта 1966, Бомбей, Индия), наиболее известный как Аа́сиф Ма́ндви (англ. Aasif Mandvi) — американский актёр, сценарист и драматург.

## Биография
Аасиф Мандви родился в Бомбее, Индия. Когда ему исполнился один год, его родители переехали в Брадфорд, город на севере Англии. Здесь Аасиф впервые выступил на сцене, его ролью был эльф в школьной постановке. После этого он присоединился к местной детской труппе, где проявил себя не только как актёр, но и как драматург.
В школе Аасиф нередко сталкивался с проблемами, связанными с его национальностью — его пытались запугивать, над ним смеялись. Он говорил, что «все это вынуждает презирать свою собственную расу, ты пытаешься ещё больше вписаться и быть с остальными одним целым». Этот опыт повлиял на Аасифа и на решения, которые он принимал в течение своей карьеры.
Когда Аасифу было 16 лет, его семья уехала из Англии в Тампу, штат Флорида. Там он продолжил выступать на сцене, и за его успехи ему предложили учиться в Университете Южной Флориды. После окончания обучения, Мандви сначала работал в Disney MGM Studious, затем переехал в Нью-Йорк.
В первое время, он играл только эпизодические роли в кино и театре. В 1998 году он получил премию Obie за свою постановку «Ресторан Сакины», в основе которой лежал опыт переездов семьи Мандви. Эта пьеса стала большим прорывом в карьере Аасифа. После такого успеха, его пригласили на главную роль в фильме «Таинственный массажист», снятого по мотивам романа В. С. Найпола. Он также прославился благодаря тому, что был первым выходцем из Южной Азии, кто сыграл Али Хакима — путешествующего персидского торговца в пьесе «Оклахома» на Бродвее.
Несколько ролей Мандви носили политический характер, как, например, его роль в документальном фильме Guantanamo: Honor Bound to Defend Freedom. Она, как сказал сам Мандви, изменила его взгляды на роль театра в жизни общественности. Ещё одну из наиболее известных ролей такого типа он сыграл в спектакле Тони Кушнера «Домосед/Кабул». В 2006 году он принял участие в The Daily Show, в котором часто обсуждаются проблемы, связанные с Ближним Востоком.
Последние несколько лет Аасиф работает корреспондентом в The Daily Show. Появлялся в таких сериалах, как «Скорая помощь», «Клан Сопрано», «CSI», «Закон и порядок». Сыграл эпизодические роли в фильмах «Осада», «Крепкий орешек 3», «Анализируй это» и «Человек-паук 2».
В 2008 году Мандви снялся комедийной драме «Город призраков». Также принял участие в съёмках фильма «Повелитель стихий», первой части трилогии по мультсериалу «Аватар: Легенда об Аанге», где получил одну из главных отрицательных ролей — коммандера Джао.

## Фильмография
| Год       |    | Русское название                      | Оригинальное название             | Роль                  |
| --------- | -- | ------------------------------------- | --------------------------------- | --------------------- |
| 1988      | с  | Полиция Майами                        | Miami Vice                        | швейцар               |
| 1995      | ф  | Крепкий орешек 3: Возмездие           | Die Hard With a Vengeance         | араб-таксист          |
| 1995—1998 | с  | Закон и порядок                       | Law & Order                       | разные персонажи      |
| 1996      | с  | Детектив Нэш Бриджес                  | Nash Bridges                      | Азиз Кадим            |
| 1998      | ф  | Осада                                 | The Siege                         | Халил Салих           |
| 1999      | ф  | Анализируй это                        | Analyze This                      | доктор Шульман        |
| 1999      | ф  | Паутина лжи                           | Random Hearts                     | продавец электроники  |
| 2000      | с  | Закон и порядок: Специальный корпус   | Law & Order: Special Victims Unit | профессор Хуссейни    |
| 2000—2006 | с  | C.S.I.: Место преступления            | CSI: Crime Scene Investigation    | доктор Ливер          |
| 2001      | с  | Секс в большом городе                 | Sex and the City                  | Дмитрий               |
| 2002      | с  | Тюрьма Оз                             | Oz                                | доктор Тарик Фараж    |
| 2004      | ф  | Человек-паук 2                        | Spider-Man 2                      | мистер Азиз           |
| 2004      | с  | Тэннер против Тэннера                 | Tanner on Tanner                  | Салим Барик           |
| 2004      | с  | Закон и порядок: Преступное намерение | Law & Order: Criminal Intent      | Сатиш                 |
| 2005      | с  | Закон и порядок: Суд присяжных        | Law & Order: Trial by Jury        | судья Самир Патель    |
| 2006      | ф  | Обратная сторона правды               | Freedomland                       | доктор Анил Чаттерджи |
| 2006      | с  | Клан Сопрано                          | The Sopranos                      | доктор Абу Билал      |
| 2006      | с  | Узнай врага                           | Sleeper CellSleeper Cell          | Халид                 |
| 2006—2007 | с  | Скорая помощь                         | ER                                | Маниш                 |
| 2006—2008 | с  | Иерихон                               | Jericho                           | доктор Кенчи Дувалия  |
| 2007      | ф  | С глаз — долой, из чарта — вон!       | Music and Lyrics                  | Хан                   |
| 2008      | ф  | Город призраков                       | Ghost Town                        | доктор Прашар         |
| 2009      | ф  | Предложение                           | The Proposal                      | Боб Сполдинг          |
| 2010      | мс | Царь горы                             | King of the Hill                  | Майк Пател            |
| 2010      | ф  | Повелитель стихий                     | The Last Airbender                | коммандер Джао        |
| 2010      | ки | —                                     | The Last Airbender                | коммандер Джао        |
| 2010      | ф  | Это очень забавная история            | It’s Kind of a Funny Story        | доктор Махмуд         |
| 2011      | ф  | Предел риска                          | Margin Call                       | Рамеш Шах             |
| 2011      | с  | Умерь свой энтузиазм                  | Curb Your Enthusiasm              | человек в лифте       |
| 2012      | ф  | Диктатор                              | The Dictator                      | доктор                |
| 2012      | ф  | Руби Спаркс                           | Ruby Sparks                       | Сайрус Моди           |
| 2012      | ф  | Срочная доставка                      | Premium Rush                      | Радж                  |
| 2013      | ф  | Муви 43                               | Movie 43                          | Роберт                |
| 2013      | ф  | Кадры                                 | The Internship                    | Роджер Четти          |
| 2013      | ф  | Игры богов                            | Gods Behaving Badly               | Максвелл              |
| 2014      | ф  | Рука на миллион                       | Million Dollar Arm                | Эш Васудеван          |
| 2014      | с  | Мы и они                              | Us & Them                         | Дейв                  |
| 2015      | с  | Мадам госсекретарь                    | Madam Secretary                   | принц Юсиф Обайд      |
| 2015      | с  | В поле зрения                         | Person of Interest                | Сулейман Хан          |
| 2015      | с  | На грани                              | The Brink                         | Рафик Массуд          |
| 2016      | ф  | Несносные леди                        | Mother’s Day                      | Расселл               |
| 2016      | с  | Гнилые времена                        | Another Period                    | Паршуолл              |
| 2016—2019 | мс | Елена — принцесса Авалора             | Elena of Avalor                   | король Раджа          |
| 2017      | с  | Юная                                  | Younger                           | Джей Малик            |
| 2017      | с  | Ясновидец                             | Shut Eye                          | Пазани «Паз» Капур    |
| 2017—2018 | с  | Лемони Сникет: 33 несчастья           | A Series of Unfortunate Events    | дядя Монти            |
| 2018—2020 | с  | Голубая кровь                         | Blue Bloods                       | Самар Чарвелл         |
| 2019      | ф  | Человеческий капитал                  | Human Capital                     | Годип                 |
| 2019      | с  | Комната 104                           | Room 104                          | медиатор              |
| 2019—2021 | с  | Зло                                   | Evil                              | Бен Шакир             |
| 2019—2021 | с  | Вверх дном                            | This Way Up                       | Виш                   |
| 2021      | мс | Спецагент Арчер                       | Archer                            | Корнелиус Варма       |